# 両国村
両国村（りょうごくむら）は、愛知県海西郡にかつてあった村である。
現在の弥富市の南西部に該当する。
村域の一部は、三重県から編入されている。

## 歴史
- 1878年（明治11年） - 三稲新田と八穂新田が合併し、三稲新田となる。
- 1880年（明治13年）5月7日 - 三重県桑名郡の一部[1]が愛知県海西郡に編入される。
- 1889年（明治22年）10月1日 - 狐地新田、稲吉新田、稲狐新田、三稲新田、三稲外繰出新田、大谷新田、富島新田、富島付新田、富崎新田、加稲新田、加稲九郎次新田、三好新田、加稲付新田、加稲山新田、稲荷崎新田、稲荷崎付新田、境新田が合併。両国村発足。
- 1906年（明治39年）7月1日 - 大藤村と弥富町の一部（中山新田）と合併し、鍋田村発足。同日両国村は廃止。